# Ardealita
L'ardealita és un mineral de la classe dels fosfats. Va ser anomenada per Josef Schadler i Franz Halla l'any 1931 per "Ardeal," el nom romanès antic per Transylvania, on es troba la seva localitat tipus.

## Característiques
L'ardealita és un fosfat de fórmula química Ca₂(HPO₄)(SO₄)·4H₂O. Cristal·litza en el sistema monoclínic formant cristalls aplanats i molt prims. També s'hi troba en forma de crostes primes i pols de grans molt fins. La seva duresa a l'escala de Mohs oscil·la entre 1 i 1,5.
Segons la classificació de Nickel-Strunz, l'ardealita pertany a «02.CJ: Fosfats sense anions addicionals, amb H₂O, només amb cations de mida gran» juntament amb els següents minerals: stercorita, mundrabillaita, swaknoita, nabafita, nastrofita, haidingerita, vladimirita, ferrarisita, machatschkiïta, faunouxita, rauenthalita, brockita, grayita, rhabdofana-(Ce), rhabdofana-(La), rhabdofana-(Nd), tristramita, smirnovskita, brushita, churchita-(Y), farmacolita, churchita-(Nd), mcnearita, dorfmanita, sincosita, bariosincosita, catalanoïta, guerinita i ningyoïta.

## Formació i jaciments
Es troba en coves de pedra calcària, formant-se en una etapa primerenca de la descomposició de guano de ratapinyada, en reacció amb la calcita. Sol trobar-se associada a altres minerals com: brushita, guix, carbonathidroxilapatita, newberyita o taranakita. La seva localitat tipus es troba a la cova Cioclovina, a Boșorod, (Hunedoara, Romania), on va ser descoberta l'any 1931.